# Chrysophyllum gorungosanum
Chrysophyllum gorungosanum – gatunek drzew należących do rodziny sączyńcowatych. Występuje na obszarze strefy równikowej Afryki, głównie na terenie Tanzanii.